# Naturschutzgebiet Conower Werder
Das Naturschutzgebiet Conower Werder ist ein 54 Hektar umfassendes Naturschutzgebiet im südöstlichen Teil des Carwitzer Sees in Mecklenburg-Vorpommern. 
Die stark reliefierte Halbinsel ist mit Buchen bewachsen. Eingestreut finden sich mit Seggen und Erlen bestandene feuchte Senken. Aufgrund des unwegsamen Geländes wurde der Wald wahrscheinlich nie intensiv genutzt (Altwaldgebiet). Der namensgebende Ort Conow befindet sich nördlich.
Die rechtliche Festsetzung erfolgte am 9. Dezember 1961. Das Naturschutzgebiet befindet sich im Naturpark Feldberger Seenlandschaft und ist nach EU-Recht als FFH-Gebiet und Vogelschutzgebiet eingestuft.
Der aktuelle Gebietszustand wird als sehr gut angesehen, wobei anscheinend durch zu hohen Wildbestand die Naturverjüngung beeinträchtigt wird. Der alte Baumbestand ist seit den 1980er Jahren nutzungsfrei und wird als Naturwaldreservat wissenschaftlich erforscht. Er weist eine hohe Artenvielfalt auf. Stark geschützte Arten wie Waldvögelein, Breitblättrige Sitter und zahlreiche Totholz bewohnende Pilzarten kommen vor. Hier leben Eisvögel, Zwergschnäpper, Schwarzspechte und Hohltauben.
Es existieren keine öffentlichen Wege im Gebiet.